# Southport, Queensland
Southport är en del av en befolkad plats i Australien. Den ligger i kommunen Gold Coast och delstaten Queensland, omkring 66 kilometer sydost om delstatshuvudstaden Brisbane. Antalet invånare är 28 315.
Trakten är tätbefolkad. Närmaste större samhälle är Gold Coast, nära Southport. 
Runt Southport är det i huvudsak tätbebyggt. Genomsnittlig årsnederbörd är 1 801 millimeter. Den regnigaste månaden är januari, med i genomsnitt 320 mm nederbörd, och den torraste är oktober, med 41 mm nederbörd.